# Бахр ел Газал (регија)
Бахр ел Газал (енгл. Bahr el Ghazal и арап. بحر الغزال) је историјска регија у оквиру Јужног Судана. Захвата западни део државе у сливу реке Бахр ел Газал. Површина регије је 198.720 км², где живи укупно око 2.350.000 становника. Густина насељености је око 12 стан./км², а највећи град је Вав.

## Подела
Регија Бахр ел Газал је подељена на три вилајета:
- Ел Бухајрат (главни град Румбек)
- Северни Бахр ел Газал (главни град Авејл)
- Западни Бахр ел Газал (главни град Вав)
- Вараб (главни град Квајок)